# Патријарх Зоил Александријски
Зоил Александријски је био Александријски патријарх између 541. и 551. године.
Захарија Говорник извештава о томе како је патријарх Павле Александријски био умешан у убиство. Због тога је свргнут и замењен Зоилом (539/540). Акакије је био војни официр који је имао задатак да заштити Зоила од непријатељског становништва Александрије. 
Захарија наводи детаље: „Јефрем Антиохијски је послат у Александрију, а Аврам Бар Хили [са њим]; и, док су пролазили кроз Палестину, повели су са собом монаха по имену Зоила. И отишли су у Александрију, истражили деловање Павла; и свргли га са патријаршијског трона и устоличили Зоила, синодита, у граду; и да би заштитили овог човека од насиља, поставили су Акација Бар Ешкофа из Амиде за трибуна тамо Римљани.“